# 海底少年マリン
『海底少年マリン』（かいていしょうねんマリン）は、1969年1月13日から1970年7月27日までフジテレビ系列局で放送されていたテレビアニメである。本項では前身の作品『ドルフィン王子』および『がんばれ!マリンキッド』についても記述するが、特に注釈のない限り『海底少年マリン』のデータとする。

## 概要

### ドルフィン王子
1965年4月4日から同年4月18日までフジテレビ系列局で放送された。虫プロダクションの『ジャングル大帝』に先駆けること半年前に全3話が試験的にカラーで制作・放送された、日本初の本格的な30分カラーテレビアニメとされている。

### がんばれ!マリンキッド
上記の『ドルフィン王子』を原案とした、本格的な連続作品として1966年10月6日から同年12月29日までTBS系列局で放送された。国内では全13話の放送だが、編集担当の中島順三によると実際には全26話として制作されていたが、残り1クール分は日本で売れなかったとのことである。国内版における残り1クール分の所在は不明。
放送当時では珍しく、絵コンテをアメリカの企業に送ると英語吹き替えのテープが送られてくるので、そのテープの長さに合わせて作画作業を行うといった体制で制作された。
スポンサーは松下電器産業（現・パナソニックホールディングス）1社が提供。

### 海底少年マリン
『がんばれ!マリンキッド』の話数に新作話数を追加する形で放送された事実上の改題作品。放送の際、『マリンキッド』としての制作分は主題歌や音声など一部分を『海底少年マリン』に合わせる形で編集・修正が行われた。
1969年1月13日から同年9月22日までフジテレビ系で月曜18：00で第36話まで放送後、月曜午前7：15に放送枠が移動となり1969年10月13日から1970年7月27日まで残りの話数を放送し、全78話が放送された。

## ストーリー
マリンが悪者から海を守るというストーリー。7つの海の守りを1人で引き受けている。海中に潜る前に「オキシガム」というガムを噛む。このガムで酸素が供給されるという設定。ハイドロジェットという装置を水中の移動に使用する。これは、足の裏からの噴流でウォータージェット推進するというものである。また武器としてブーメランを使用する。以上の内容のほとんどは主題歌の一番で歌われている。

## キャスト
マリン（『ドルフィン王子』ではドルフィン王子、『がんばれ!マリンキッド』ではマリンキッド）
声 - 小原乃梨子
ネプティーナ（『ドルフィン王子』ではネプチューナ）
声 - 松尾佳子
ホワイティ（『ドルフィン王子』ではシロ）
声 - 野沢雅子
ガラリン
声 - 野沢那智
ブルトン
声 - 神山卓三
アッケラン博士
声 - 熊倉一雄
指令
声 - 大塚周夫
マリーナ博士
声 - 納谷悟朗

## スタッフ

### ドルフィン王子
- 原案 - 岡部一彦、北川幸比古、杉山卓
- 脚本 - 北川幸比古
- 演出 - 杉山卓
- 作画 - 杉山卓、松本元宏、真島文祐、青木たかし
- 美術 - 伊藤主計
- 背景 - 伊藤攻洋
- 撮影 - 辻友一、坂東昭雄、弘野正之
- 製作 - テレビ動画

### がんばれ!マリンキッド/海底少年マリン
- 企画・制作 - テレビ動画[注釈 2]、セヴン・アーツ・プロダクションズ（アメリカ）[注釈 3]
- 製作 - 足立実
- 原作 - 杉山卓[8]
- 制作デスク - 児玉征太郎
- 制作担当 - 足立実、八百板努
- 脚本 - 辻真先、松本守正、安藤豊弘、吉岡道夫、草川隆、豊田有恒[9]、大矢敏行[10]
- 演出 - 小山内治夫、遠藤政治、富野喜幸、石黒昇[11]、大矢敏行[10]
- 作画 - 杉浦謙一、青木たかし、北原健雄、平野仁、大竹由次、近藤大理[12]、石黒昇[11]、村田耕一[13]
- 美術 - 伊藤主計
- 背景 - 伊藤攻洋、城戸求、森優、富田明、海老沢一男
- 編集 - 中島順三
- 撮影 - 辻友一、藤田紘一、坂東昭雄、弘野正之、加藤昭治
- 音楽 - 塚原晢夫
- 音響監督 - 江間敏郎
- 録音担当 - 小杉清
- 吹替台本 - 山内弘、平尾ゆりか
- 吹替制作担当 - 横田邦男

## 主題歌

### ドルフィン王子
オープニングテーマ　「(タイトル不詳)」
歌 - 不明 / 作詞 - 白鳥朝詠 / 作曲 - 広瀬健次郎

### がんばれ!マリンキッド
オープニングテーマ1 「マリン・キッドの歌」
歌 - ボニージャックス、ヴォーチェ・アンジェリカ / 作詞 - 横井弘 / 作曲 - 広瀬健次郎
オープニングテーマ2 「がんばれ!マリンキッド」
歌 - トニーズ / 作詞 - 白鳥朝詠 / 作曲 - 塚原晢夫
エンディングテーマ「ネプティーナのワルツ」
歌 - 西六郷少年少女合唱団 / 作詞 - 白鳥朝詠 / 作曲 - 塚原晢夫

### 海底少年マリン
オープニングテーマ「ゴーゴーマリン」
歌 - 小原乃梨子、若草児童合唱団 / 作詞 - 白鳥朝詠 / 作曲 - 広瀬健次郎
エンディングテーマ「ぼくホワイティ」
歌 - 若草児童合唱団 / 作詞 - 白鳥朝詠 / 作曲 - 広瀬健次郎

## 作品リスト

### ドルフィン王子
| 話数 | サブタイトル   | 放送日        |
| ---- | -------------- | ------------- |
| 1    | 赤い渦の秘密   | 1965年 4月4日 |
| 2    | 海からの呼び声 | 4月11日       |
| 3    | 海星人の襲来   | 4月18日       |

### がんばれ!マリンキッド
放送された話すべてが後に『海底少年マリン』においても放送されている。
| 話数 | サブタイトル         | 放送日         |
| ---- | -------------------- | -------------- |
| 1    | 怪獣ゴンドラス       | 1966年 10月6日 |
| 2    | バチスカーフ危機一髪 | 10月13日       |
| 3    | さまよえる幽霊船     | 10月20日       |
| 4    | 海の忍者             | 10月27日       |
| 5    | 緑の恐怖             | 11月3日        |
| 6    | 海底グランプリレース | 11月10日       |
| 7    | 黒い潜水艦           | 11月17日       |
| 8    | 五本の魔手           | 11月24日       |
| 9    | 海の魔王             | 12月1日        |
| 10   | のろいのヤック       | 12月8日        |
| 11   | のこぎり鮫の襲撃     | 12月15日       |
| 12   | 深海のギャング団     | 12月22日       |
| 13   | 恐怖の海底遊園地     | 12月29日       |

### 海底少年マリン
| 話数 | サブタイトル         | 脚本       |
| ---- | -------------------- | ---------- |
| 1    | 海の忍者             | (不明)     |
| 2    | 50億のダイヤ         | (不明)     |
| 3    | 深海の気狂い博士     | 押川国秋   |
| 4    | 太平洋占領作戦       | (不明)     |
| 5    | おしゃべりホワイティ | 辻真先     |
| 6    | 深海の獅子           | (不明)     |
| 7    | 海へび海峡           | 遠藤政治   |
| 8    | 海底の魔術師         | 押川国秋   |
| 9    | 大盗賊               | 押川国秋   |
| 10   | 鮫男爵               | 山本邦彦   |
| 11   | 消えたスワン号       | 辻真先     |
| 12   | 太平洋王国           | 辻真先     |
| 13   | 太平洋ギャング同盟   | 鈴木良武   |
| 14   | 追跡せよホワイティ   | (不明)     |
| 15   | 千里眼のインスピー   | 辻真先     |
| 16   | 魔のデインジャー海峡 | 辻真先     |
| 17   | 海底大サーカス団     | 吉岡道夫   |
| 18   | がんばれポンコツ     | 草川隆     |
| 19   | 海の毒ぐも           | 佐脇徹     |
| 20   | 海底灯台応答なし     | (不明)     |
| 21   | 恐怖の海底遊園地     | 辻真先     |
| 22   | 海賊ゴールドタイガー | 豊田有恒   |
| 23   | のろいのヤック       | 辻真先     |
| 24   | 恐怖の水中ショー     | 草川隆     |
| 25   | のこぎり鮫の襲撃     | 松本守正   |
| 26   | クリクリトリオ突撃   | 辻真先     |
| 27   | ロケットを奪還せよ   | (不明)     |
| 28   | ガメランの海竜       | 川辺一外   |
| 29   | 海底列車強盗         | 満友敬司   |
| 30   | ハロークリクリ       | 辻真先     |
| 31   | 謎の氷山             | 阿部桂一   |
| 32   | 設計図を捜せ         | 山本邦彦   |
| 33   | 盗まれた楽園         | 辻真先     |
| 34   | 海底要塞             | 吉岡道夫   |
| 35   | ロボット強奪計画     | 大久保彰   |
| 36   | 霧の中の罠           | (不明)     |
| 37   | 二人の漂流者         | 辻真先     |
| 38   | イルカ海軍           | 辻真先     |
| 39   | 宝島発見             | 辻真先     |
| 40   | 不思議な誘導音波     | (不明)     |
| 41   | 海のやんちゃ坊主     | 村松哲夫   |
| 42   | ねらわれた海底牧場   | 山本邦彦   |
| 43   | ゴーストタウンの決闘 | 阿部桂一   |
| 44   | 見えない敵           | 辻真先     |
| 45   | 海の錬金術           | (不明)     |
| 46   | 24時間の闘い         | 鈴木良武   |
| 47   | ロボット海峡         | (不明)     |
| 48   | ふたごの悪魔         | (不明)     |
| 49   | 消えたフロッグメン   | 伊藤恒久   |
| 50   | 百万トンを撃て       | 辻真先     |
| 51   | 真紅のジャングル     | 吉岡道夫   |
| 52   | 生きている海         | 辻真先     |
| 53   | 俺は天下の海賊マッド | 辻真先     |
| 54   | 謎の水棲人           | 辻真先     |
| 55   | 偉大なるZ            | 辻真先     |
| 56   | 北海のヴァイキング   | 辻真先     |
| 57   | 黄金の海藻           | 石黒昇     |
| 58   | 熱帯魚の秘密         | 辻真先     |
| 59   | 巨鯨虹を吹く         | 辻真先     |
| 60   | 秘密結社フラッシュ   | 辻真先     |
| 61   | 太平洋の最後         | 辻真先     |
| 62   | 巡洋艦死神号         | 辻真先     |
| 63   | 眠れる一億年         | 辻真先     |
| 64   | 大暴走               | 辻真先     |
| 65   | 脱獄囚を追え         | (不明)     |
| 66   | 狂った閃光           | 辻真先     |
| 67   | 氷の艦隊             | 辻真先     |
| 68   | まぼろしの海         | 高倉三郎   |
| 69   | 謎のパトロール艇     | (不明)     |
| 70   | 深海のギャング団     | 吉岡道夫   |
| 71   | 黒い潜水艦           | 阿部桂一   |
| 72   | 怪獣ゴンドラス       | 阿部桂一   |
| 73   | 緑の恐怖             | 小山内治夫 |
| 74   | さまよえる幽霊船     | 吉岡道夫   |
| 75   | 五本の魔手           | 押川国秋   |
| 76   | バチスカーフ危機一髪 | (不明)     |
| 77   | 海底グランプリレース | 阿部桂一   |
| 78   | 海の魔王             | 川辺一外   |

## 放送局

### ドルフィン王子
- フジテレビ：日曜 19:30 - 20:00
- 仙台放送：日曜 18:30 - 19:00[14]
- 福島テレビ：木曜 - 土曜 17:10 - 17:40[15]

### がんばれ!マリンキッド
- TBS：木曜 19:00 - 19:30
- 北海道放送：木曜 19:00 - 19:30[16]
- 青森放送：木曜 19:00 - 19:30[16]
- 岩手放送：木曜 19:00 - 19:30[16]
- 秋田放送：木曜 19:00 - 19:30[16]
- 山形放送：木曜 19:00 - 19:30[16]
- 東北放送：木曜 19:00 - 19:30[16]
- 福島テレビ：木曜 19:00 - 19:30[16]
- 新潟放送：木曜 19:00 - 19:30[16]

### 海底少年マリン
- フジテレビ：月曜 18:00 - 18:30  →　月曜 7:15 - 7:45
- 青森放送：月曜 - 土曜 6:25 - 6:55[17]
- 秋田テレビ：金曜 18:00 - 18:30 [18]
- 山形テレビ：月曜 18:00 - 18:30 [19]
- 東北放送：日曜 9:30 - 10:00[20]
- 福島テレビ：月曜 - 金曜 17:15 - 17:45[21]
- 石川テレビ：月曜 18:00 - 18:30[22]
- 東海テレビ：月曜 18:00 - 18:30[23]
- 関西テレビ：月曜 18:00 - 18:30[注釈 6]
- 岡山放送：月曜 18:00 - 18:30[注釈 7]

## フィルムの現存・映像ソフト化について
ビデオソフトが1980年代初頭に株式会社ポニービデオ（現・ポニーキャニオン）から、第1話「海の忍者」、第13話「太平洋ギャング同盟」、第34話「海底要塞」を収録した全3巻が主に業務用として発売されたのみである。
2005年に全話を収録したDVD-BOXがi-cfから発売された。DVD収録の映像は、唯一現存が確認されている著しく退色・劣化した放送用ポジフィルムを元に補正を行ったのもので、本放送当時の色調は失われている。以降のCS等での再放送も、このDVDと同じ素材を基にして行われている。
2015年にはHDリマスター化されたDVD-BOXがTCエンタテインメントから発売された。。
海外には輸出された複製ネガフィルムが現存しているようで、後年でも鮮明な発色の放送が行われている。2013年、北米でDVD-BOXが発売された。
前身の作品『ドルフィン王子』および『がんばれ!マリンキッド』については現在までに一切ビデオソフト化されたことがなく、製作元のテレビ動画が既に解散していることもあってフィルムの所在も不明となっている。

## その他
- アメリカやイギリスなどへは「Marine Boy」のタイトルで輸出された。
- 1970年代には業務用に16mmフィルムが販売され、現在でも図書館等で所蔵・貸出されていることがある。
- 2006年にはニューギンからパチンコ「CR 海底少年マリン」がリリースされた。
- 2015年現在、著作権は株式会社シネマパラダイスが保有している。
- 杉山卓の著書『青春アニメ・グラフィティ テレビ編』（1981年8月15日 / 集英社）に「ドルフィン王子」についての記述などが見られる。